# Tanacetum elbursense
Tanacetum elbursense — вид рослин з роду пижмо (Tanacetum) й родини айстрових (Asteraceae).

## Опис рослини
Напівкущик багатостебловий, заввишки до 30–35 см, покритий роздвоєними та простими волосками. Кореневище деревне, до 1–2 см завтовшки. Стебла тонкі, прямовисні, кутасто-смугасті, як правило, з одною квітковою головою, запушені, з листками при основі. Прикореневі листки до 8–14 см завдовжки і 1–2 см завширшки, на довгих ніжках; листові пластинки довгасті, 1–2 перисторозсічені; первинні сегменти, 5–15 довгасто-ланцетні, перисточастинні; кінцеві сегменти трикутні, гострі, короткозапушені; нижні стеблові листки подібні до прикореневих, але сидячі; верхні стеблові листки відсутні. Квіткові голови поодинокі, ушир 12–18 мм і заввишки 10–12 мм. Філарії солом'яно-жовті. Крайові квітки жіночі, трубчасті, циліндричні, довжиною 3–4 мм, жовті; дискові квіти гермафродитні, трубчасті, у верхній частині розширені, у довжину 3–4 мм, жовті. Сім'янки голі, виразно 5–6 ребристі.

## Середовище проживання
Ендемік Ірану.